# William, Prins af Wales
William, Prins af Wales (William Arthur Philip Louis; født 21. juni 1982) er en britisk prins, der er tronfølger til den britiske trone med titlen Prins af Wales.
Prins William er den ældste søn af Kong Charles 3. af Storbritannien og hans første hustru Diana, prinsesse af Wales og dermed er nummer et i arvefølgen til den britiske trone og i de øvrige Commonwealth-rigers arvefølge efter sin far. Han er storebror til Prins Harry, hertug af Sussex, som er nummer fem i arvefølgen til den britiske trone. 
Prins William er gift med Catherine, Prinsesse af Wales, med hvem han har tre børn: Prins George, Prinsesse Charlotte og Prins Louis.

## Biografi

### Fødsel og familie
Prins William blev født klokken 21.03 den 21. juni 1982 på St. Mary's Hospital i Paddington i London som det første barn af den daværende britiske tronfølger Charles, Prins af Wales i hans første ægteskab med Diana Spencer. Hans navne, William Arthur Philip Louis, blev bekendtgjort den 28. juni. Han blev døbt af ærkebiskoppen af Canterbury Robert Runcie på Buckingham Palace den 4. august 1982, der også var hans oldemor Dronning Elizabeth Dronningemoderens 82. fødselsdag.

### Opvækst
William blev uddannet på friskoler: først i Jane Mynors' børnehave og pre-forberedende Wetherby School i London.  Herefter begyndte ham på Ludgrove School ved Wokingham i Berkshire og blev i sommerferien undervist privat af Rory Stewart. På Ludgrove spillede han også  fodbold, svømning, basketball, lerdueskydning og orienteringsløb . William kom på Eton College. Der studerede han geografi, biologi og kunsthistorie på A-niveau, og han fik et A i geografi, et C i biologi og et B i kunsthistorie.  På Eton fortsatte han med at spille fodbold og  spillede også vandpolo.  Beslutningen om at sende William til Eton gik imod kongefamiliens tradition om at sende børn til Gordonstounskolen (Williams bedstefar, far, to onkler og to fætre gik her), men både Dianas far og bror har gået på Eton.  Den kongelige familie og tabloidpressen enedes om, at William fik få lov til at studere uden overvågning af paparazzier mod regelmæssige oplysninger om prinsens liv. Formanden for den engelske Press Complaints Commission, John Wakeham, sagde om arrangementet: "Prins William er hverken en institution, en soapstjerne eller en fodboldhelt. Han er en dreng: i de næste par år, måske den vigtigste og til tider mest smertefulde del af hans liv, vil han vokse op og blive en mand." 

### Uddannelse
Efter at have afsluttet sine studier på Eton tog prinsen et sabbatår, hvori han deltog i den britiske hærs øvelser i Belize, , arbejdede på engelske malkekvægsbedrifter, besøgte Afrika , og i ti uger underviste han børn i det sydlige Chile. Som en del af Raleigh International-programmet i byen Tortel boede prinsen med andre unge lærere, deltog i det huslige, herunder rengøring af toilettet, og meldte sig som gæsteradiovært i den lokale radiostation.  
I 2001 blev William tilbage i Det Forenede Kongerige  indskrevet under navnet William Wales,  ved University of St Andrews. Nyheden om dette medførte en midlertidig stigning i antallet af ansøgninger til St. Andrews, hovedsagelig fra unge kvinder, der ønskede en mulighed for at møde ham.  Den ekstra opmærksomhed afskrækkede ham ikke, og han indledte en kursus i kunsthistorie. Senere ændrede han hovedfag til geografi og fik en skotsk Master of Arts grad. Mens han var på universitetet spillede han vandpolo for Skotland ved Celtic Nations turneringen i 2004.  Han blev kendt som "Steve" af andre studerende for at undgå, at journalister opdager hans identitet. 

## Personlige interesser
På Ludgrove School var William kaptajn på både rugby- og hockeyholdet. Ud over det var han svømmer, fodboldspiller og basketballspiller. 
Prins William og Prins Harry spiller også ofte polo om sommeren for at indsamle penge til velgørende formål.

## Ægteskab og familie

### Forlovelse og ægteskab
Prins William havde siden december 2003 været i et fast forhold med Catherine Middleton, men i april 2007 blev det offentliggjort, at parret havde slået op. De fandt senere sammen igen, og den 16. november 2010 meddelte det britiske kongehus, at parret skulle vies i 2011.
Den 29. april 2011 blev prins William før sit bryllup ophøjet til hertug af Cambridge, jarl af Strathearn og baron af Carrickfergus, og Catherine Middleton blev derfor hertuginde af Cambridge, da de blev gift.
Vielsen fandt sted i Westminster Abbey, hvor der var inviteret 1.900 gæster til selve vielsen, hvoraf de 650 skulle med til reception på Buckingham Palace.

### Børn
Parret har to sønner og en datter:
- Prins George Alexander Louis af Cambridge, født den 22. juli 2013
- Prinsesse Charlotte Elizabeth Diana af Cambridge, født den 2. maj 2015.
- Prins Louis Arthur Charles af Cambridge, født den 23. april 2018.

## Titler, ordner og dekorationer

### Titler og prædikater
- 21. juni 1982 – 29. april 2011: Hans Kongelige Højhed Prins William af Wales
- 29. april 2011 – 8 September 2022: Hans Kongelige Højhed Hertugen af Cambridge[20]
  - i Skotland: Hans Kongelige Højhed jarlen af Strathearn
- 8. september 2022 – 9. september 2022: Hans Kongelige Højhed Hertugen af Cornwall og Cambridge[21]
  - i Skotland: Hans Kongelige Højhed Hertugen af Rothesay
- 9. september 2022 – nu: Hans Kongelige Højhed Prinsen af Wales (også Hertugen af Cornwall og Cambridge, og Jarlen af Chester)[1]
  - i Skotland: Hans Kongelige Højhed Hertugen af Rothesay; også Jarlen af Carrick og Strathearn, Baronen af Renfrew og Lord af Øerne

## Anetavle
| P                                | I                                 | II                                        | III                                                  |
| -------------------------------- | --------------------------------- | ----------------------------------------- | ---------------------------------------------------- |
| Proband: William, Prins af Wales | Far: Charles 3. af Storbritannien | Farfar: Prins Philip, hertug af Edinburgh | Farfars far: Prins Andreas af Grækenland og Danmark  |
| Proband: William, Prins af Wales | Far: Charles 3. af Storbritannien | Farfar: Prins Philip, hertug af Edinburgh | Farfars mor: Prinsesse Alice af Battenberg           |
| Proband: William, Prins af Wales | Far: Charles 3. af Storbritannien | Farmor: Elizabeth 2. af Storbritannien    | Farmors far: George 6. af Det Forenede Kongerige     |
| Proband: William, Prins af Wales | Far: Charles 3. af Storbritannien | Farmor: Elizabeth 2. af Storbritannien    | Farmors mor: Elizabeth Bowes-Lyon                    |
| Proband: William, Prins af Wales | Mor: Prinsesse Diana              | Morfar: John Spencer, 8. jarl Spencer     | Morfars far: Albert Spencer, 7. jarl af Spencer      |
| Proband: William, Prins af Wales | Mor: Prinsesse Diana              | Morfar: John Spencer, 8. jarl Spencer     | Morfars mor: Cynthia Hamilton, grevinde Spencer      |
| Proband: William, Prins af Wales | Mor: Prinsesse Diana              | Mormor: Frances Shand Kydd                | Mormors far: Maurice Burke Roche, 4. baron af Fermoy |
| Proband: William, Prins af Wales | Mor: Prinsesse Diana              | Mormor: Frances Shand Kydd                | Mormors mor: Ruth Burke Roche, baronesse af Fermoy   |